# Basiceros conjugans
Basiceros conjugans is een mierensoort uit de onderfamilie van de Myrmicinae. De wetenschappelijke naam van de soort is voor het eerst geldig gepubliceerd in 1974 door Brown.